# سیارک ۷۹۵

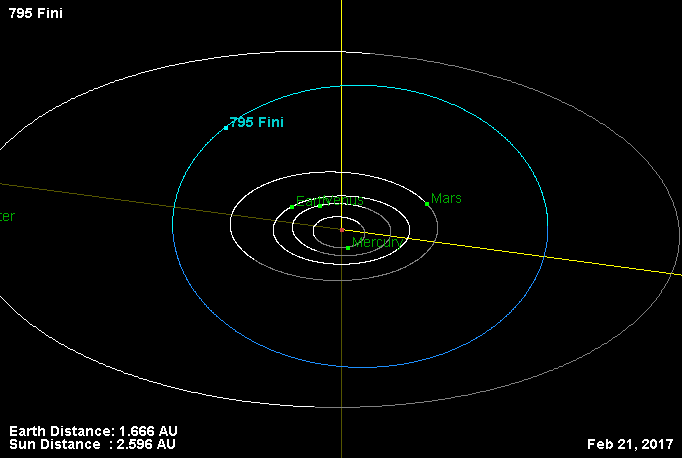
نمایی از محل قرارگیری سیارک ۷۹۵ در مدار - ۲۰۱۷

سیارک ۷۹۵ (به انگلیسی: 795 Fini، نامگذاری:1914VE) هفتصد و نود و پنجمین سیارک کشف شده‌است که در ۲۶ سپتامبر ۱۹۱۴ و در وین کشف شد.
قدر مطلق سیارک برابر ۹٫۷۰ است.